# Список персонажів «Роману про людське призначення»
Тут вказано список усіх персонажів «Роману про людське призначення» Емми Андієвської. Всього в романі налічується 514 персонажів. Список складено за алфавітом. Історичні особи, згадані в тексті (Василь Барка, Йосип Сліпий, Яків Гніздовський, Григор Крук, Богдан Сташинський, Йосип Гірняк, Іванка Винників, Марія Дольницька, Володимир Кубійович та його дружина Дарія Сіяк, Валентин Мороз та лаоський принц який одружився з українкою) в цей список не включено. В дужках вказано сторінку, на якій персонаж згадується вперше. Цитування зроблено за виданням: Андієвська Е. Роман про людське призначення. — К.: «Орій» при УКСП «Кобза», 1992.

## А
- Андрій (17) — хлопець Марійки
- Анатолій (476)
- Андрій (286) — перший хлопець Ірини Кузів
- Андрієнко Карпо (45) — брат Юрка, продавець баранів
- Андрієнко Леонид (45) — брат Юрка
- Андрієнко Юрко (45) — бадурист, любитель змій, мав хист до музики та малярства
- Андрієнчиха (46) — мати Юрка, Мирончуківна
- Антін (497)
- Архипчук Іван (83) — був у Міттенвальдському таборі з батьком Чоботаренка, привів Чоботаренка на бал
- Афанасьєв (471) — слідчий КДБ

## Б
- Бабатюк Ліна (72)
- Бабинський Данько (43) — ловець снів у Перу
- Байбаченко (38) — дружина професора
- Балій Минько (367)
- Барабаш Ярослав (410)
- Батейко (88)
- Батюк Іван (230) — лікар
- Бача Зиновій (306)
- Бедзик Аристид (290)
- Безбородько Славко (45) — мав видіння що заважали ходити крізь мури, ходив на голові, вчився ходити крізь мури у Нагірного
- Безручко Іван Дмитрович (9) — володар виварки та магічної гуски, винахідник, приймав роди у Бабатюк, їздив на блискавці в Римі, втрутився в долю Івана Долинника
- Бешиха Петро (27)
- Біланюк Богдан (225) — доктор статистики, подорожував у джунглях, не любив медицину
- Біланюк Любов Семенівна (231) — мати Миколи Біланюка
- Біланюк Микола (223) — брат Богдана Біланюка, лісник
- Біланюк Наталка (223) — дружина Богдана Біланюка, закохана в Данила Позенка, навчалася медицини в коледжі
- Біланюк Романчик (227) — син Наталки Біланюк
- Біланюк Ярема (228) — син Наталки Біланюк
- Білецький Олександр (341)
- Білик (476)
- Блажко Степан (110) — автор «структурних сонетів»
- Богатир — хорт дядька Лужного
- Богатирчуки (19) — власники абонементу в театри
- Бодмаєв Рашід (354) — надав кімнату проф. Сороці
- Бодяник Гнат (412)
- Бондаренко Костя (60) — лікар в Родайленді, син Бондаренчихи
- Бондаренко Омелян (60) — маклер у Філадельфії, син Бондаренчихи
- Бондаренко Семен (58) — помолоділий старий, одружився з молодою
- Бондаренчиха (58) — дружина Бондаренка, піклувалася про його нових дітей, цікавилася геологією
- Борецький Дмитро (384)
- Борзна Степан (398)
- Борисюк Мирослав (325)
- Будник проф. (34) — переконав Федора вчити архітектуру
- Бузик Славка (124)
- Бузинник Василь (108)
- Букрій Аристарх (181)
- Бурбан Ніна Семенівна (337)
- Бурлай Кость (12)
- Бучко (315)

## В
- Василько (138) — онук Токмини
- Васильєв генерал (315)
- Васійчук (132)
- Вашко Марися (132) — вилікувала Ковжуна, дружина Ковжуна
- Вергун Павло Свиридович (142)
- Верета Павзаній (456) — маляр
- Верета Уляна (457)
- Верещага Степан (308)
- Верховинець Кирило (488) — поет
- Визиренко Остап (149)
- Винар Марко (399)
- Віталій (443) — пацієнт Соколюка
- Вода Людвиг (156) — органість
- Водя Євстафій Созонтович (221) — директор Свиридової школи
- Возинкевич Настя (133) — допомогла українським повстанцям, вислана у Сибір
- Войтович Самійло (93) — сусід батьків Чоботаренка
- Волобуцький Григор (296)
- Володька (226) — син Тетяни Тимофіївни
- Воротило Софія (80) — приятелька Мілі і Тадзьо
- Ворочок Любця (279)
- Вощина Юхим (50)

## Г
- Гаврилюк отець (312)
- Гаврись Самійло (169) — батько Насті (201)
- Гаврись-Гузар Вірунька (201)
- Гаврись-Гузар Настя (201) — донька Віруньки
- Гадай-Петро (100)
- Гак Іван (474)
- Гак Теодосій (120) — вчитель латини й греки
- Галамага проф. (85)
- Галунька Святослав (84) — ходив над мостом
- Гамазюк Юрко (367)
- Гануся (402)
- Гапуля Жан-Жак (440)
- Гарасевич Юліян (199) — лікар
- Гаєвичеа Олена (83)
- Гіламонстра Четверта (45) — змія Андрієнка
- Глушій Антін (449)
- Гнат (422) — син Марини та Гната Бодяника
- Годованець Стецько (402)
- Голик Петро (22)
- Гончак Одарка (47)
- Гончаківна Гандзя (73) — жила в комуні, має дитину, шукає свого призначення
- Гончаренко Валентин (176)
- Гончаренко Іван (176) — брат Валентина, хотів віддати сина в українську школу
- Гончаренко — мати Валентина
- Горінчев Богдан (410)
- Городник Олекса (374)
- Господь (181)
- Гощук Максиміліан (58)
- Гриць (138) — син Івана, внук Ковжуна
- Гребеняк Павло (419)
- Грінченки (27) — близнюки
- Гром'як Мстислав (135)
- Гром'як Тарас (140)
- Гром'яківна Звенислава (139) — онучка Гром'яка
- Гудемчук Місько (50)
- Гузар Денис (201)
- Гуня Ґенка (464)
- Гурко Христя (410)

## Д
- Далибожич Святослав (87) — скельодряп
- Даниленко (32) — кербуд
- Даниленчиха (32) — кербудиха, розстріляна, навчила Федора молитов
- Данило (138)
- Дарина (138) — онучка Токмини
- Дарка (410) — дружина Кобеця
- Демчишин Юхим (375)
- Денисенчиха (56) — частувала Безбородька пиріжками
- Дереза Сашко (464)
- Деригуз Богдан (401)
- Деримуха Любця (110)
- Джиґун Кость (383)
- Джус (193) 240
- Дзиндра (15) — автор теорії дзеркал з XV ст., невмирущий
- Дид Климко (97)
- Дид Юрко (97)
- Дитинець Юско (28) 44
- Дихало Михась (84)
- Дідовець Андрій (180)
- Діонісій отець (38)
- Довгань Левко (83) 91
- Довгань Марина (83) — покійна дружина Довганя
- Довгань Юля (83) — донька Довганя
- Долинник Іван (237) — збожеволів, ревнивий, друг Богдана Біланюка, був у Києві і чув про події в Україні
- Дорошенко Горпина (264) — дружина Северина Чирви
- Дорощук Олекса (483)
- Дорощук Семен (89) 98, 108
- Драб'янка Гнат (67)
- Дубовець Степан (85)

## Ж
- Жиґал Сашко (499)
- Жижка Грицько (401)
- Жила Вересай (462)
- Жихар Гальшка (142)
- Жмайло Славко (499)
- Жовтобрюх Пилип (383)
- Жоломій Левко (175)
- Журавський Кузьма (239) 287
- Журавська Марта (288) — дружина Кузьми Журавського
- Журко Семен (499)

## З
- Забаштанний Кирило (140)
- Забірко Леся (97) — любов Пушкара, мала математичні здібності, працювала а атомному центрі в Ґреноблі
- Забірко Марта (101) — сестра Хариті й Марти, модельєрка, створила сукню, подібну до іконостасу в Мукачівському монастирі
- Забірко Харитя (98) — любов Чоботаренка, мати його сина
- Загорняк Марійка (297) — тітка Муха, кохалася з Журавським
- Закута Дмитро (52) — письменник, власник «Запорожця»
- Залізко Сидір (32) — скоробагатько
- Заліснянська Любка (388)
- Заяць Матвій (372)
- Зозуля Тадзьо (66) — непитущий, греко-католик, зустрів Безручка в Римі, любив копатися в смітті
- Зоряна (139) — онучка Гром'яка
- Зощук Женя (257)
- Зубар Богдан (385)
- Зубар Дзвенислава (384)
- Зубар Івась (381) 383
- Зубар Мстислав (385)
- Зубар Олег (385)
- Зубар Устя (385)

## І
- Іван (129) — Марусин син, прийманий син Ковжуна, ожружився з Гальшкою Жихар
- Іван-Янус грубий (493)
- Іван-Янус худий (493)
- Іванисенко Семен (469)
- Іваниха баба (121)
- Іванко (124) — приймак баби Тасі
- Іваночок Леонтій (440)
- Івасів Оришка (96) — подруга Чоботаренка, мати сина Чоботаренка
- Іволга Уляна (47) — зв'язкова Нирчука
- Івченко Ілько (27) -мав очі, що фосфоризують
- Ілько (132)

## К
- Кадигрид Андрій (89) — друг Чоботаренка
- Казан Василь (375)
- Казан Мирося (12) — закохана в Юліана Копистку
- Калиновський Влодко (388)
- Кальченко Ніна (148)
- Кам'янецький Ігор (16) — наклав на себе руки, писав дисертацію
- Кандійка Степан (329)
- Капиця Данько (166)
- Капій Микита (174)
- Капустянський Сергій (174)
- Каракатенко Віра (381)
- Кахно Марина (184) 199
- Качкан Володимир (148)
- Кашуба Павло (180) 190
- Кентавр Віктор Платонович (169)
- Керик Максим (313) — син Яреми Керика
- Керик Ярема (312)
- Кила проф. (38) — космічний риболог
- Кирилюк Данило (373)
- Кіндратюк Омелько (386)
- Кірсанов Михаїл Лаврентійович (176) — політрук-наглядач
- Кішко Захар (376)
- Климів Ганна (52) — замордована кадебівниками
- Кобець Мирон (410)
- Кобець Євстафій (402)
- Кобилко Ліна (410)
- Кобиневич Ізидора (140) — закохана в Олеся
- Коваленко Василь (341) — аспірант, коханий Серафими
- Ковганівська Наталка (12)
- Ковжун Онуфрій (112) — доктор, тричі сидів у в'язниці, мав добру пам'ять, намагався перестати бачити зло, зустрв Дзиндру на медянковому полі і подався з ним до Києва через Сахару, досліджував Південну Америку
- Когут Остап (372)
- Когут отець (410)
- Козелець Оришка (18) 30
- Козелецька Мирося (290) — хвора на пістряк, присвятила себе чоловікові
- Козелецький Михась (290) — науковець, чоловік Миросі Козелецької,
- Козодуб Іван (27)
- Колеса Мирослав (60) — тандитник
- Колобір Орися (314)
- Колодій В'ячеслав (44)
- Коломиєць Панас (374)
- Колотниченко (56)
- Коник (333)
- Коновченко Івась (399)
- Коновченко Марина (410)
- Копистка Юліан (12) — одружився з Наталкою Ковганівською
- Кордуба Еммануїл (372)
- Корінь Степан (159)
- Корнійчуки (197)
- Коровайна Ліда (449)
- Коровайний Сильвестр (449)
- Коровайний Юрко (449)
- Короп проф. (66) — астрофізик
- Коропівський Герасим (373)
- Костриця Максим (84) — хазяїн забігайлівки, переїхав до Канади
- Котвиця Павло (468)
- Котляр Сава (246)
- Крат Михайло (367) — полковник
- Кресай Іван (132)
- Кресай Теофіль (132)
- Кривошапка Юрко (36) 37
- Крижанівська Софія (37) — солістка
- Ксаверій (216) — дід Свирида
- Кузів Ірина (238) — кохана Івана Долинника та Мируги
- Кузів Костик (285) — брат Ірини Кузів
- Кузів Михайло (286) — брат Ірини Кузів
- Кунець Михайло (236)

## Л
- Лантух Сашко (381)
- Лапський Антон (16) — брат Григора Лапського, що проходив медичну практику в Конґо
- Лапський Григір (16) — бачив привидів
- Лащук Міля (70) — екс-подруга Зозулі, що пробула з ним три роки
- Лебідь Олекса (208)
- Лемішка Яків Онуфрійович (209)
- Лисецький Пантелеймон (499)
- Лісовий Остап (22)
- Лопата Сашко (11)
- Лопотун Петро (401)
- Лосів Денис (373) — * Лужний Стецько (242) — друг Журавського
- Люцифер (162)

## М
- Макарів Борис (122)
- Максим (457) — небіж Верети
- Макуха Стецько (328)
- Малинецький Ярема (398)
- Малинецький Ярцьо (397)
- Малюга Пилип (180)
- Марійка (16) — закохана в Андрія
- Марк (138) — прийманий син Ковжуна
- Марунька (474) — гермафродит
- Мацюк Влодко (22) — мав стосунки з Христею Ящуківною
- Маєр Степан (325)
- Мелетій отець (115)
- Мизовець Овсій (94)
- Миня Омелян (76) — чоловік Гончаківни
- Мироненко Володька (303) — приятель Івана Долинника
- Мироненко Іван Харитонович (224) — бібліотекар, любив грати в шахи з Лужним
- Мируга Грицько (241) — врятований Долинником від самовбивства через кохання
- Михайлина (47) — небіжчиця
- Михайлина (138)
- Михасюк Овсій (465) 507
- Михасюк Тарас Овсієвич (467)
- Мізко Захар (508)
- Мілена баба (115)
- Мілорд (438) — бульдог Нестеренка
- Мірошниченки (285)
- Молило Алківіяд (316)
- Молило Арістофан (316) — прадід Лужного, взяв ім'я Арістофана Маклелена в Англії
- Молило Атена (316)
- Молило Персефона (316)
- Молило Сократ (316)
- Молило Софокл (316)
- Молило Темістокл (316)
- Монцібович Олександер (325)
- Мотика Юрась
- Мотря (107) — бабця сестер Забірко
- Мусієнко Левко (143) — алхімік, загинув за Україну
- Мусіяновичі (432)
- Мускаву (478)

## Н
- Навроцький Роман (37) — скрипаль
- Навроцький Славко (128)
- Нагірний Тарас (15) — вмів проходити крізь стіни, любитель кодів
- Нагірний отець (439)
- Нагірниха (54)
- Нагнибіда Михайло (220)
- Настя тітка (403)
- Наумик Юрко (140) — музикант, відомий органіст, потім бездомник, грав на сопілці створюючи добро
- Наумик  (157) — мати Наумика
- Негребецький Ростислав (146)
- Нептун (180)
- Неситець Льоня (398)
- Несійжито Віруня (174) — донька Гаврися
- Несійжито Володимирко (174) — син Гаврися
- Несійжито Денис (172) — син Оксани
- Несійжито Івасик (174) — син Гаврися
- Несійжито Оксана (172) — дружина Гаврися
- Несійжито-Гаврись Устим (172) — син Оксани, моряк
- Нестеренко Іван (433)
- Нетудигора Любко (11)
- Нирчук Артем (47) — шукав рідних в Казахстані

## О
- Оксана (342) — донька Серафими, перейменована на Віку бабусею
- Оксана Пилипівна (246) — гадалка, що відмовилась гадати Богдану Біланюку
- Олена (499)
- Оленишин Денис (47)
- Олесь (140)
- Олійник Галя (93) — любов Войтовича
- Олійник Степанида Полікарпівна (335)
- Олійник Юрко (12)
- Олочій Сашко (374)
- Ольга (502)
- Онищук Леонид (39)
- Онуфрієнко Роман (17)
- Оришка (139) — онучка Гром'яка
- Острук проф. (163)
- Ощипко Панас (139) — нервово не врівноважений маляр

## П
- Пазуняк Іванка (306)
- Паладій дід (57)
- Палений Тарас (427)
- Паливода (13)
- Панас дід (117)
- Панасюк Валерій (73)
- Пацій Остап (90)
- Пацьора Василь (412) 423
- Пацьора Даруся (423)
- Перегуда Юрась (16)
- Перекотигора (19) — закоханий в Христю Ящуківну, красень, зацікавлений у тантризмі та парапсихології, давав свідчення про Кам'янецького, художник
- Перекуда Іван (313)
- Перепада Сашко (184)
- Перепадя Антін (383)
- Перепелиця Стецько (383)
- Перетрибік Прокіп (382)
- Персей (45) — кіт
- Петрусик (397) — син Дзвенислави
- Петрусик (497)
- Петрусь (72) — коханий Бабатюк
- Пилип дядько (33) — врятував Федора
- Пилипенчиха (35)
- Пилип'юк (370)
- Пипа Святослав (306)
- Підгайна Настя (50) — повія
- Підкуймуха Григір (197)
- Плиска Омелян (118) — характерник
- Побігущий Василь (392)
- Повзик Стефанія (85)
- Погорецький Лелько (45) — художник
- Погорільний Сидір (137) — юрист
- Позенко Данило (198) — син Позенка, загинув у В'єтнамі
- Позенко Данило (213) — дядько Свирида
- Позенко Свирид (197) — математик, шукач загиблих континентів
- Покиньчереда проф. (140) алхімік, воскресив Євгена Пошелюжного двічі
- Покладикінь Богдан (326) — сусід Яреми Керика
- Полатайло Панас (35) — крук шматував його печінку
- Поліцарка баба (121)
- Поліщук Марко (108)
- Положій Іван (455)
- Попович Олексій (104)
- Потічний Микола (397)
- Пошелюжна Наталя Федорівна (147)
- Пошелюжний Євген (141) воскресений
- Пріська Жан-Жак (231)
- Прохорук Устина (57) — говорила з Безбородьком на есхатологічні теми
- Прощук Атерина (38) — донька Прощука
- Прощук Кость (38)
- Прощук Пеламіда (38) — донька Прощука
- Пухир Данило (391)
- Пухир Олекса (367)
- Пушкар Сашко (97)

## Р
- Решетинець Всеволод (16) — був вилікуваний Антоном Лапським після бійки з радянцями
- Рибачук Антін (481)
- Рибачук Діана (473)
- Рибачук (480)
- Рибачук Петрусь (481)
- Риндик Степан (367)
- Різниченко Авгій Іванович (56)
- Ріпак Степан (380)
- Ріща Яцько (114) — маляр
- Роксоляна-Персефона (317) — небога Арістофана Молило
- Рябошапка Тимко (16) — приятель Всеволода Решетинця

## С
- Савченко Василь (13)
- Садовий Іван (28) — засланий КДБ
- Саламаха Грицько (12) — виготовлювач та майстер гри на бандурах
- Саламаха Петрусь (170) — брав участь у визвольних змаганнях
- Самійленко Кость (337)
- Сашко (236) — друг дитинства Богдана Біланюка
- Сеґедиха (475)
- Секлета баба (468)
- Селезненко Кость (374)
- Семенюк Петро (430)
- Семикіш Минько (313)
- Семиренко Антін (333)
- Семираменний Харитон (48)
- Семирядний Пилип (440)
- Сеник Іван (189)
- Серафима (339) — донька тітки проф. Сороки
- Сиворакша Лариса (51)
- Сидоренчиха (56) — власниця котів
- Синишин Левко (304)
- Синишин Остап (305)
- Синюха Кость (419)
- Синявський Максим (338)
- Сипко Петро (402)
- Сиротинський Влас (364)
- Сіяк Дарія (413)
- Скаба Галактіон Онуфрійович (66)
- Скакальський Йов (372)
- Скирда Микола (49) — бандурист з Канади, приятель Нагірного, бабій, комбінатор
- Сіверко отець (315)
- Соколюк Сергій (411)
- Солод Костя (257)
- Соломія (457) — тітка Верети
- Сорока Лариса (338) — сестра Олега Сороки
- Сорока Марина (338) — сестра Олега Сороки
- Сорока Олег Кіндратович (312) — професор
- Сорока Сергій (338) — брат Олега Сороки
- Софійка (338)
- Старовійт Оля (410)
- Старунько Мусько (119)
- Стебун Ромко (132)
- Степанида (78) — тітка Зозулі
- Сулиця Василь (335)
- Супрун Симеон (436)
- Суховій Оля (56)
- Сухолап Йосип (382)
- Сфінкс (68)

## Т
- Тарасів Оришка (225) — кохана Данила Позенка
- Тараща Андрій (459)
- Таращук Олесь (373)
- Таращучка (324)
- Тася баба (121)
- Татига Сергій (151)
- Телява Геннадій (186)
- Тереля Зиновій (178) — службовець Давидової охорони
- Терентій отець (239) 280 добий, але любив випивати
- Терниця Свирид (377)
- Терпухівський Тарас (301)
- Тетяна Тимофіївна (225) 303
- Тиж Михайло (141) 146, 148
- Тітка проф. Сороки (339)
- Ткачук Остап (499)
- Токмина Ольга (136) — подруга дружини Ковжуна
- Токмина Яків (137) — син Ольги Токмини, професор орнітології
- Толока Віталій (492)
- Томашевський проф. (325)
- Турчиновський Ярко (17) — лікар

## У
- Усевишній (311)
- Устина (363) — нянька Сороки
- Устинок Богдан (93)

## Ф
- Федір (9) — закоханий в Марійку
- Феджора Остап (184)
- Федоренко проф. (52) пояснив Славкові Дзиндрине безсмертя, в його помешканні настав кінець світу, став велетнем
- Федорук Ілько (296)
- Федуляк Святозар (190) — інженер, винахідник, знавець нафтової справи, майстер фальшування документів
- Фесенко Геннадій (316)
- Фраженко Микола (329)

## Х
- Халява Данило (38) — син Халяви
- Халява Іван (38) — син Халяви
- Халява Катруся-Атена (36) — дружина Халяви
- Халява Рафаель Мікель-Анджело (36) — гладкий композитор, самовдоволений геній
- Харчук Ґенко (374)
- Хватень Гриць (96)
- Христенко Юрко (410)
- Худенький Свирид (42)
- Худьо Тимофій (148)
- Хура Максим (373)

## Ц
- Цвилик Климко (71)
- Цизьо Микита (180) — розбагатів разом з Федуляком, був на карнавалі в Ріо, боявся Кентавра, віддав кентавру кресало з грудей, паралізований блискавкою і врятований кресалом
- Цизьо Устя (207) — донька Цизьо
- Цісар Славко (397)
- Цуркало Трохим (116)
- Цюпа Тарас (456)
- Цямрина Ігор (392)

## Ч
- Чапля Богдан (108) — винахідник лускавки зла
- Чапля Левко (109) — син Богдана Чаплі
- Чепіга Іван (464)
- Череватенки (144)
- Чередниченко Артем (169)
- Ченчик Наталка (63)
- Чернецький Остап (12)
- Чернецький проф. (47) — викрадений
- Чирва Борис (262) — брат Семена Чирви
- Чирва Віктор (267) — брат Семена Чирви
- Чирва Гнат (265) — син Северина Чирви
- Чирва Северин (263) — пращур Семена Чирви
- Чирва Семен (242) 244 261
- Чичьо Микита (372)
- Чіп Звенислава (65)
- Чічестер (314)
- Чоботаренко Григір (90) — батько Чоботаренка
- Чоботаренко Пилип Григорович (69) — з Нової Зеландії, буддист, врятований Тадзьом, прізвисько Пилип-Линвоскок, загинув від автомобіля, подорожував Україною
- Чукикало Микола (242) — загинув в автокатастрофі

## Ш
- Шаповал Дмитро (44)
- Шевчук Орест (288) — чоловік тітки Мухи
- Ширяк Мирослав (260)
- Шкварко Захар (457)
- Шкварко Ігор (247) — маляр
- Шлік Арнольд (161)

## Щ
- Щербаківський Пилип (47) — непитущий
- Щупак Хома (208)

## Ю
- Юліян (458)
- Юнона (10) — магічна гуска-лелека, яка належить Безручку, здатна проковтувати гадюк і говорити
- Юрко (279) — коханий Любці Ворочок
- Юстина баба (116) — чаклунка

## Я
- Якимовський Марко (455)
- Ящуківна Христя (19)